# Vedplätt
Vedplätt (Dacrymyces stillatus) är en svampart som beskrevs av Nees 1816. Vedplätt ingår i släktet Dacrymyces och familjen Dacrymycetaceae.  Arten är reproducerande i Sverige. Inga underarter finns listade i Catalogue of Life.

## Källor

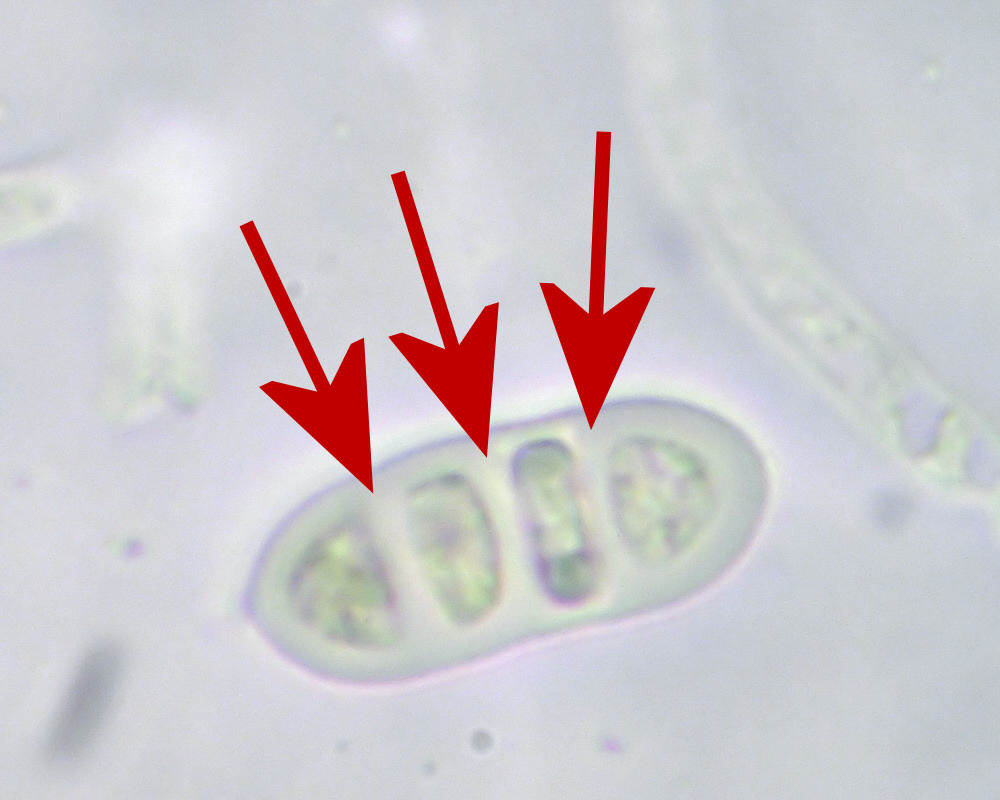
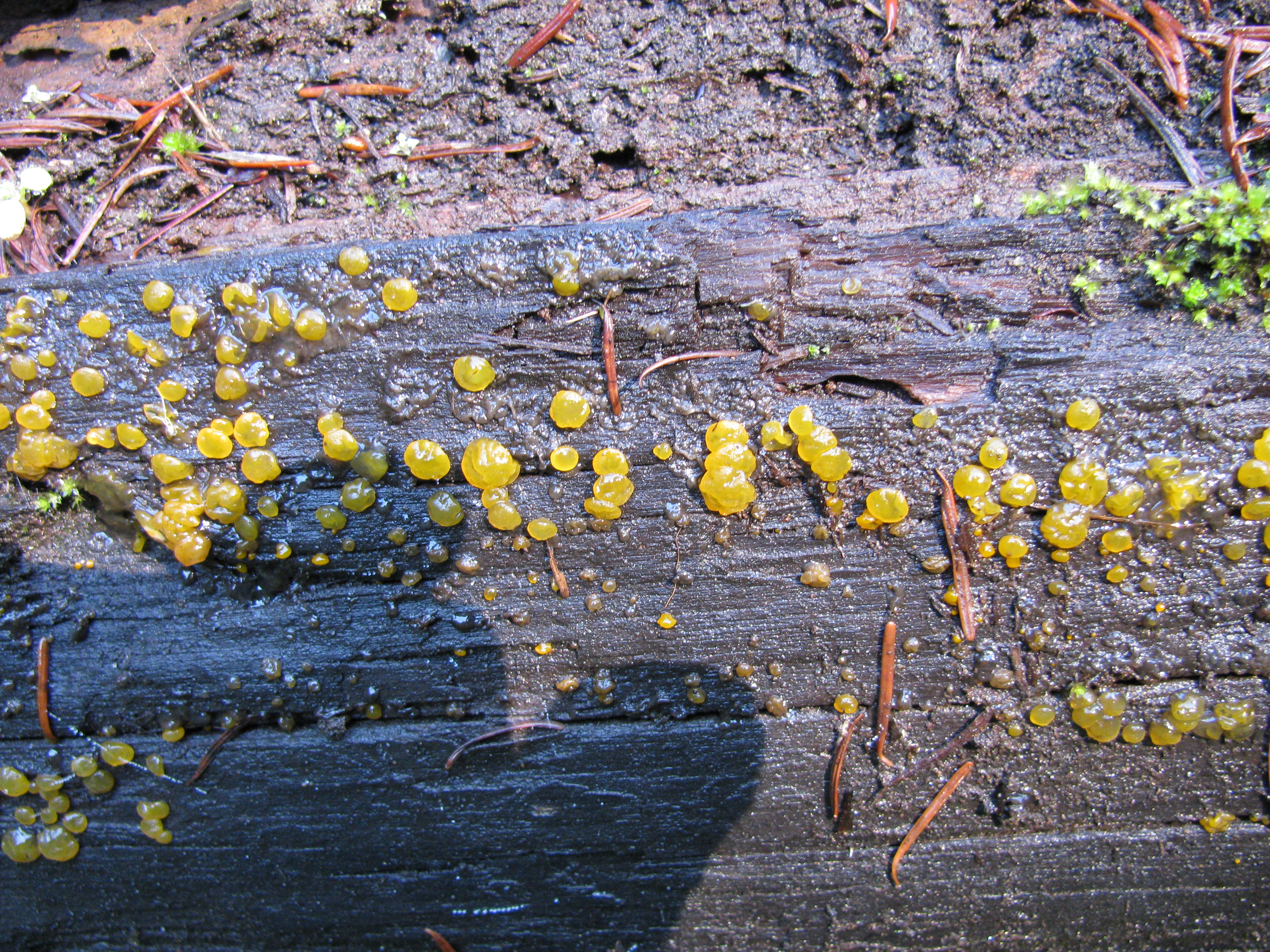
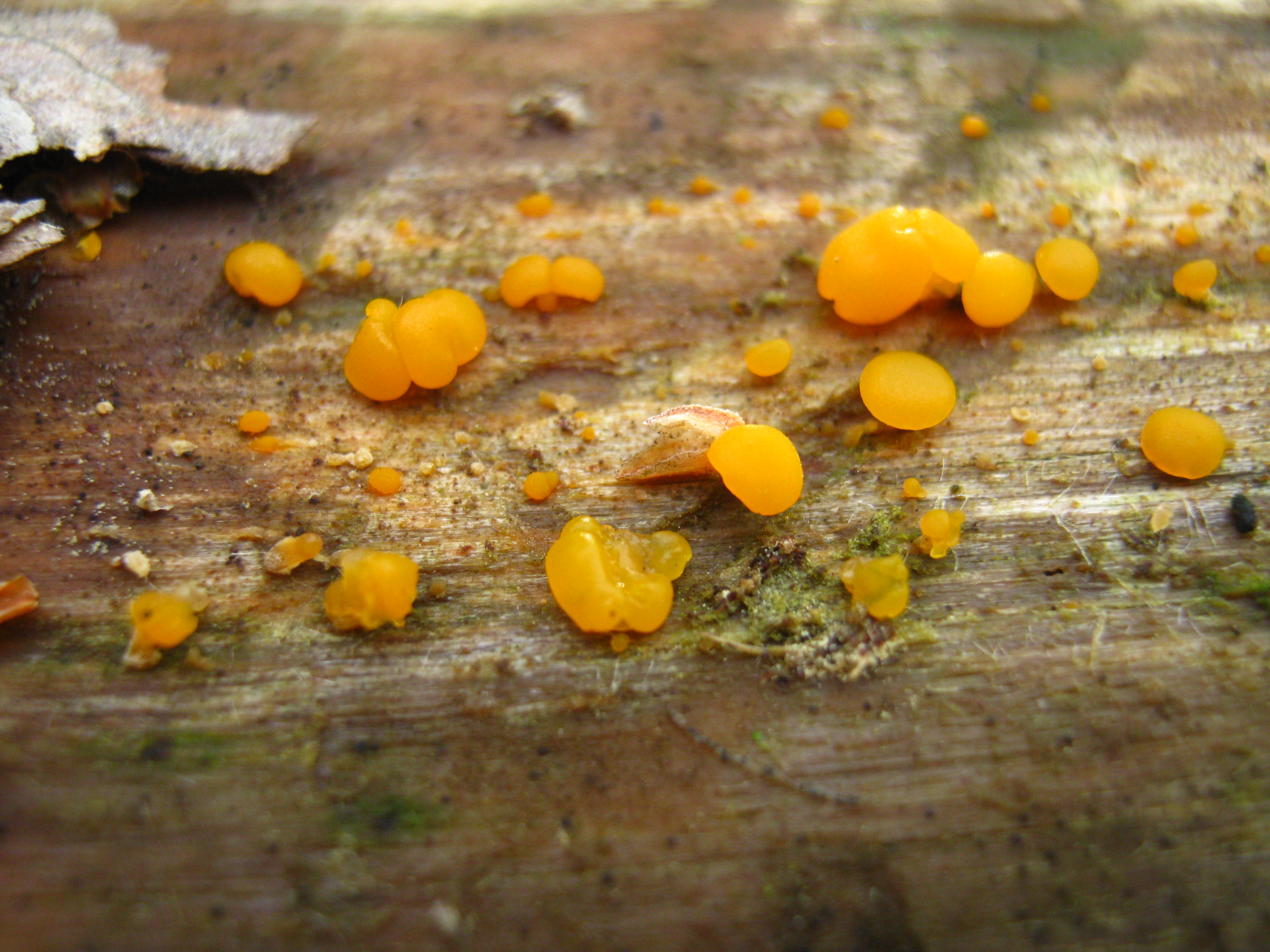
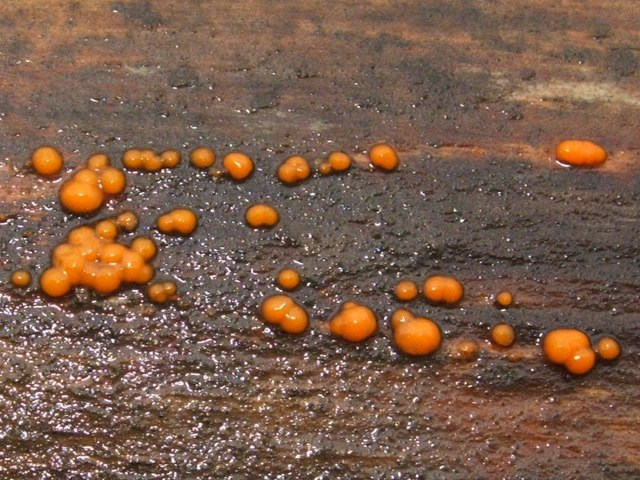
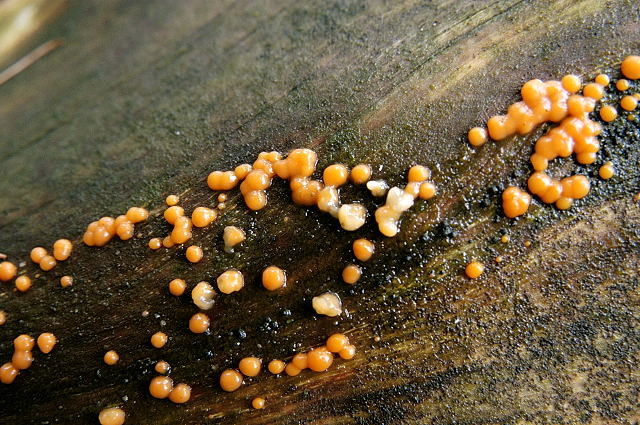